# Basílica de Nuestra Señora de Luján

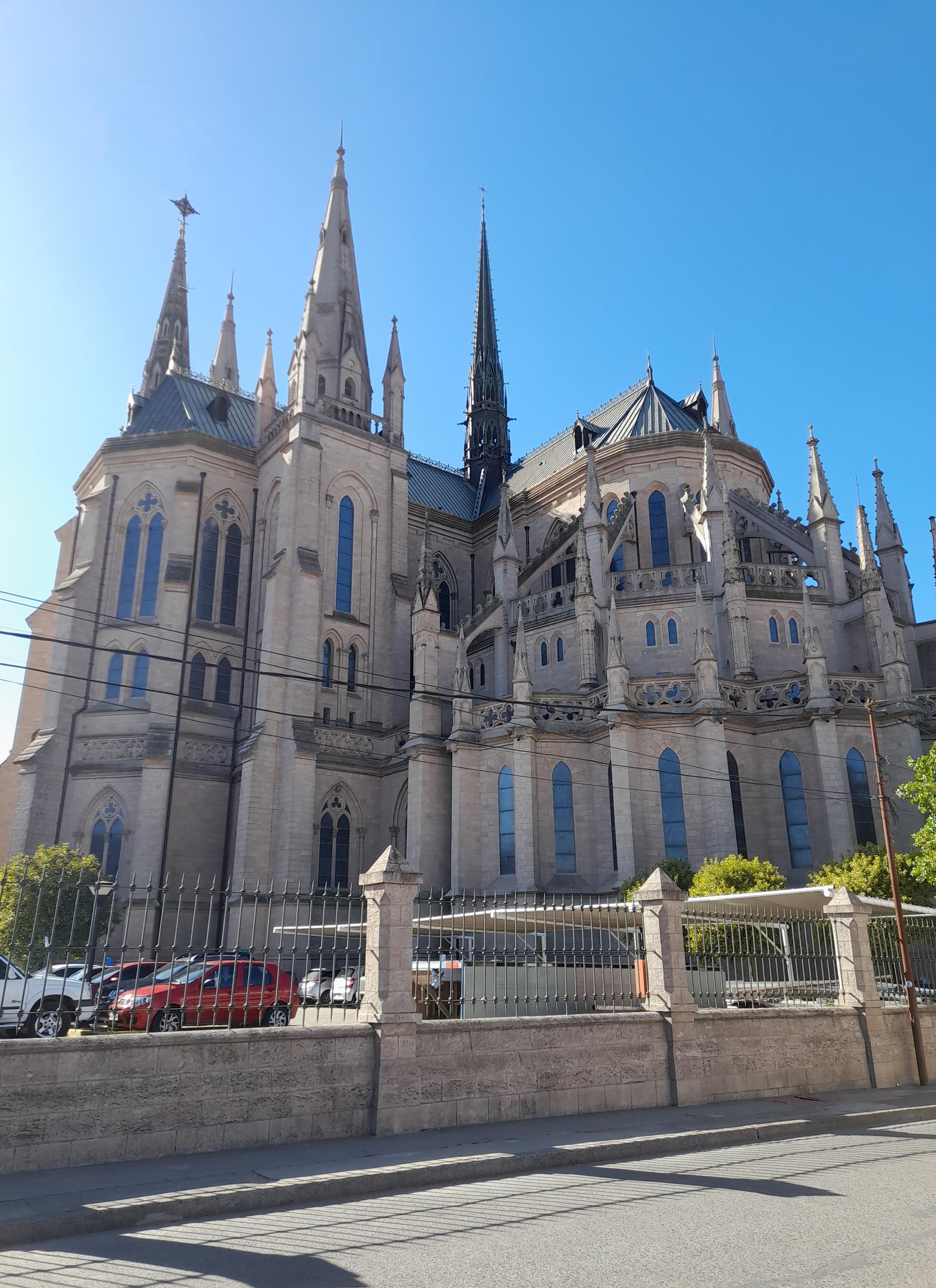
Basílica de Luján (vista de atrás)

La Basílica de Nuestra Señora de Luján se erige en la ciudad de Luján, a unos 70 km al oeste de la Ciudad Autónoma de Buenos Aires, en la provincia de Buenos Aires, Argentina.
Imponente monumento de fe, característico del siglo XIX y uno de los más importantes casos del estilo neogótico de Argentina, junto con las catedrales de La Plata, Mar del Plata, San Isidro y la iglesia de los Capuchinos en la ciudad de Córdoba. Es un error frecuente el considerarla catedral de la diócesis a la que pertenece, ya que aquella se encuentra en la ciudad de Mercedes.
Está dedicada a Nuestra Señora de Luján, la patrona de la Argentina. Por este motivo, es también considerado el Santuario Nacional de Argentina.

## Descripción
Tiene una longitud de 104 m y su ancho es de 68,5 m en el crucero y de 42 m en el frente. Posee dos torres de 106 m de altura, con una gran cruz en cada una. La basílica posee dos órganos, uno pequeño ubicado en la nave lateral y el órgano principal u órgano mayor, ubicado sobre la entrada bajo el rosetón. Ambos son de la firma francesa Mutin-Cavaillé Coll, y el mayor posee la presión de aire más alta de los órganos argentinos, en parte para llenar de sonido la enorme nave de la Basílica. El mismo hoy se encuentra en desuso, la última vez que se usó fue en el  Año del Jubileo. Actualmente sólo funciona el órgano menor, mientras que el otro espera su restauración.

## Historia
Antiguamente la actual plaza Belgrano era conocida con el nombre de Plaza Real por el Camino Real hacia el Alto Perú que atravesaba la ciudad. Más tarde se la llamó Plaza de la Justicia porque en ese periodo era donde los presos recibían su pena. Finalmente, un monumento alzado en honor al General, merecería la denominación de Plaza Belgrano con la que hoy la conocemos.
También se utilizaba como escenario de actos públicos y oficiales, espacio para fiestas patronales, corridas de toros, terreno de exposición para vendedores ambulantes, centro de reuniones y entretenimiento.

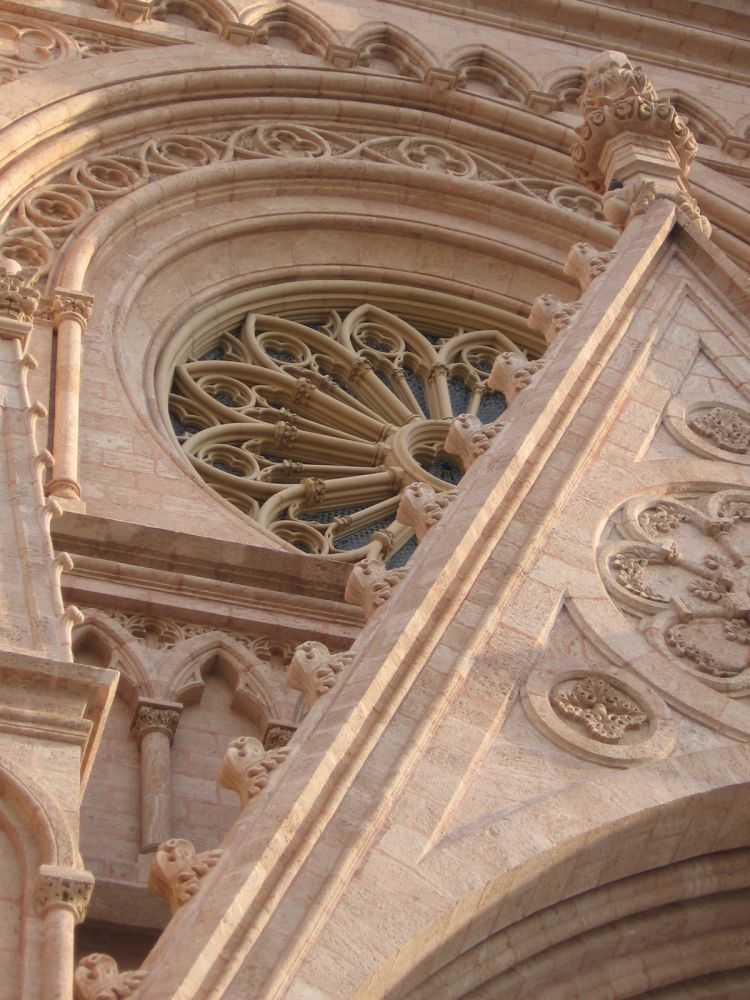
Detalle frontal de la basílica.

Su origen se remonta al año 1685 cuando en el lugar se levanta una pequeña capilla. En 1730 adquirió el carácter de parroquia. Con la cantidad de fieles en aumento, se decidió construir un templo más grande, que se inauguró el 8 de diciembre de 1763. En 1905 se demolió este santuario.
El 6 de mayo de 1890 el Padre Jorge María Salvaire comenzó la construcción del edificio que se encuentra hoy en pie. El arquitecto a cargo de la obra fue el francés Uldéric Courtois. En diciembre de 1910 fue inaugurada y bendecida la iglesia, si bien las torres aún no existían. El 15 de noviembre de 1930 el Papa Pío XI le otorga el título de basílica menor. El templo se pudo finalizar recién en 1935.
La diócesis de Mercedes fue establecida el 20 de abril de 1934, con la bula "Nobilis Argentinae nationis", de Pío XI. El 10 de mayo de 1996 se le agregó el título de Luján, y desde entonces es la diócesis de Mercedes-Luján. Fue elevada al rango de arquidiócesis "dependiente directamente de la Santa Sede" el 21 de noviembre de 1997, con la bula "Omnibus Satis Sonstat", de Juan Pablo II. Comprende, en la provincia de Buenos Aires, los partidos de Alberti, Carmen de Areco, Chacabuco, Chivilcoy, General Las Heras, General Rodríguez, Junín, Leandro N. Alem, Lobos, Luján, Marcos Paz, Mercedes, Navarro, San Andrés de Giles y Suipacha.
Monseñor Juan P. Chimento, siendo obispo auxiliar de La Plata, fue nombrado el 13 de septiembre de 1934 por Pío XI primer obispo de la nueva diócesis. El 26 de octubre de 1938 el mismo Papa lo promovió a arzobispo de La Plata.

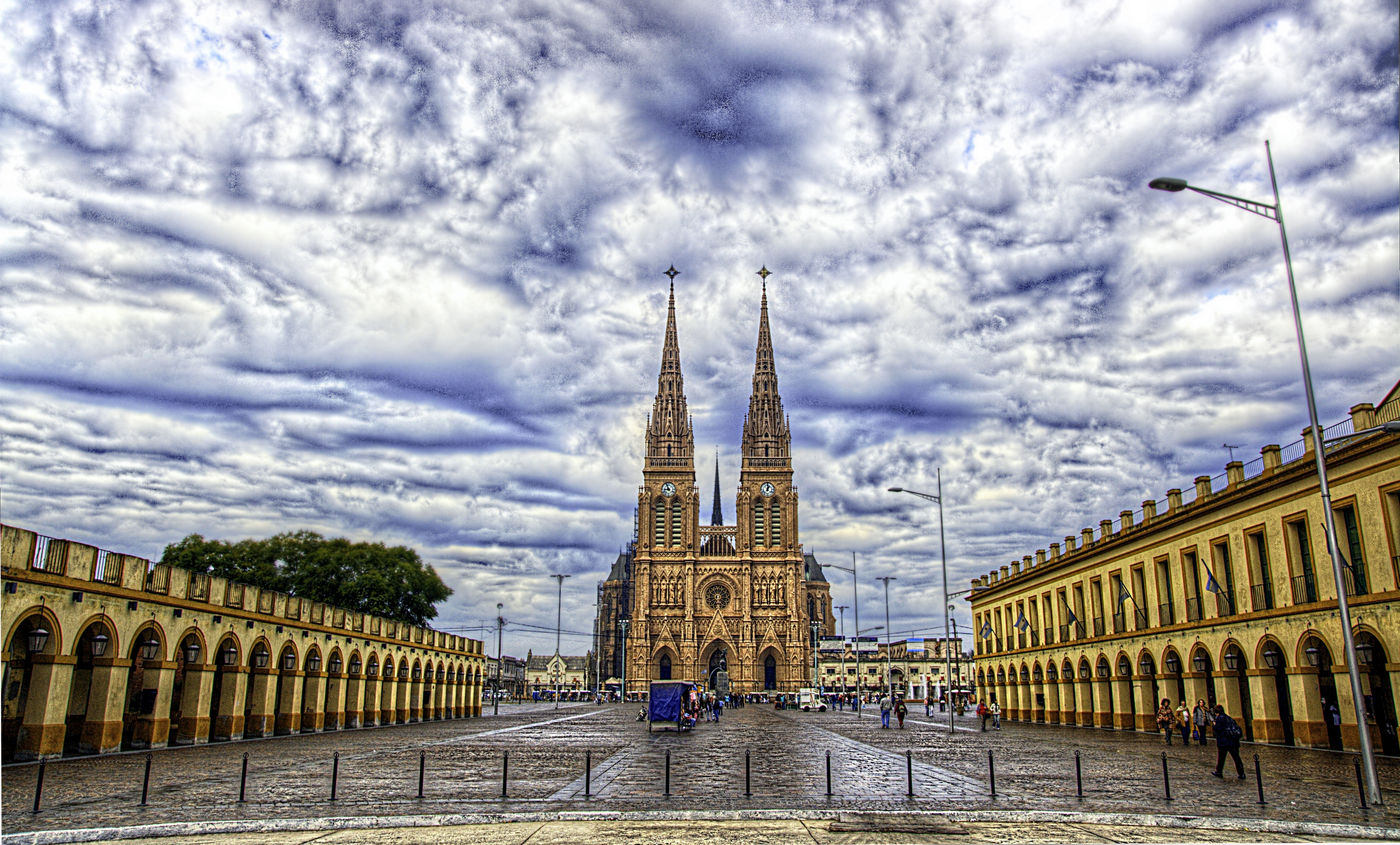
Basílica de Nuestra Señora de Luján en un día nublado.

Para cubrir la vacante Pío XII designó a monseñor Anunciado Serafini, el 22 de marzo de 1938, quien tomó posesión el 29 de junio de 1939. Falleció en España el 18 de febrero de 1963.
El tercer obispo de Mercedes fue monseñor Luis Juan Tomé, quien gobernó pastoralmente la diócesis desde el 22 de septiembre de 1963 hasta el 25 de septiembre de 1981, fecha en que falleció.
El cuarto obispo fue monseñor Emilio Ogñénovich, quien siendo obispo auxiliar de Bahía Blanca fue trasladado por Juan Pablo II a la sede mercedina el 8 de junio de 1982 y tomó posesión dos días después, el 10 de junio. El 21 de noviembre de 1997, al ser elevada la diócesis a arquidiócesis, fue promovido a arzobispo. Renunció por haber alcanzado el límite de edad el 7 de marzo de 2000.
El segundo arzobispo (y quinto obispo diocesano) de Mercedes-Luján fue monseñor Rubén Di Monte, trasladado de la sede de Avellaneda el 7 de marzo de 2000. Tomó posesión el 29 de abril de 2000. Renunció por edad el 27 de diciembre de 2007.
El tercer arzobispo (sexto diocesano) es monseñor Agustín Radrizzani, SDB quien siendo obispo de Lomas de Zamora fue promovido a esta sede arzobispal el 27 de diciembre de 2007.
La basílica fue declarada Monumento histórico nacional en 1998.
Entre 2005 y 2006 se realizaron varias obras de restauración del exterior de la basílica, culminadas en 2009.

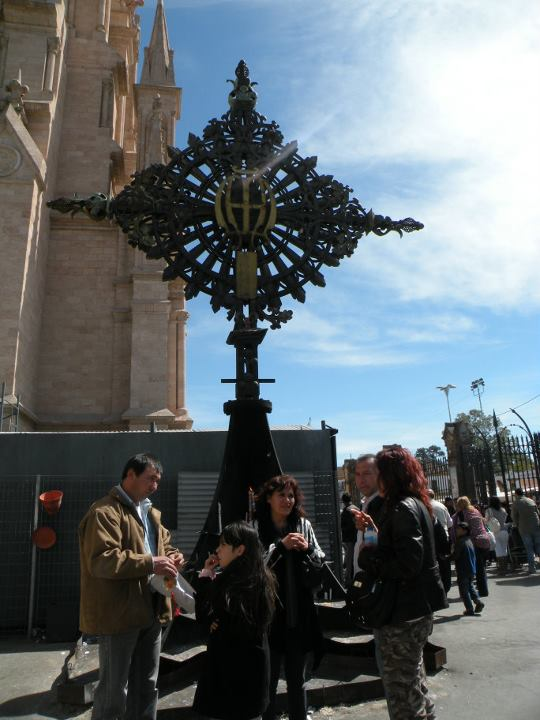
Vista de la Cruz de una punta en el lateral izquierdo de la Basílica

## La construcción
La Basílica fue construida entre 15 de mayo de 1887 y 1935. Los arquitectos fueron los ingenieros Alfonso Flamand y Rómulo Ayerza, y los arquitectos Ulrich Courtois, Ernesto Moreau, Francisque Fleury Tronquoy, Sombrum, Trouve y Laspe.
La piedra fundamental se colocó donde se encuentra el altar mayor, a una profundidad de 4 metros. Es de color blanco, originaria de Tandil, mide 1,22 metros de lado; conforma un cubo con un hueco en el centro, donde fueron depositados el Acta Fundacional -firmada por el arzobispo de Buenos Aires, Monseñor León Federico Aneiros, quien presidió la ceremonia, y por otras autoridades- monedas de distintos metales, los retratos de los Papas Pío IX y León XIII, piedras de la Gruta de Nazareth y del Monte Calvario, de las Catacumbas de Roma, de los Santuarios de Loreto, del Pilar de Zaragoza, de Montserrat, de Lourdes, de La Salette y de la Basílica del Sagrado Corazón de Montmartre.

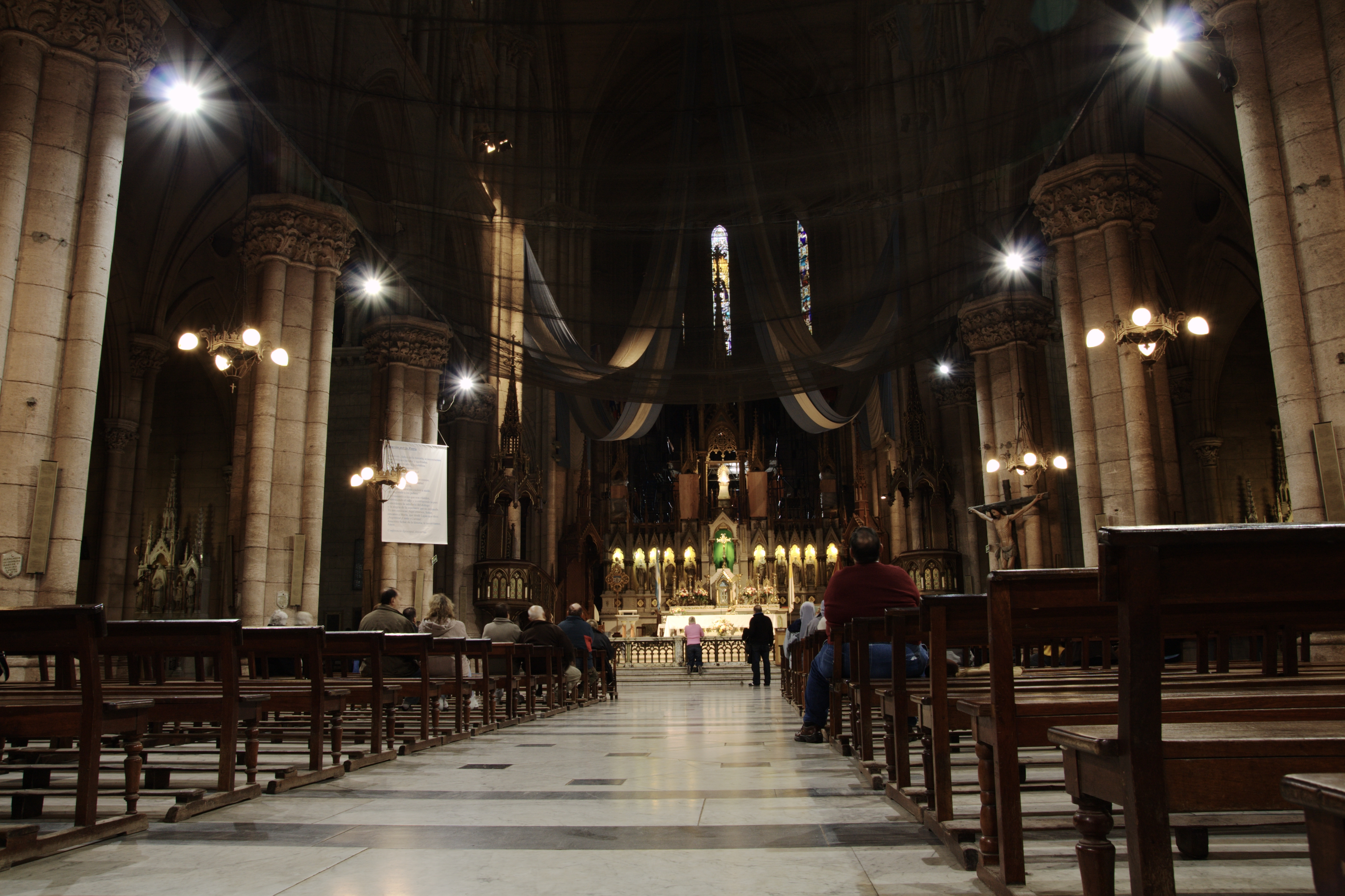
Interior de la basílica.

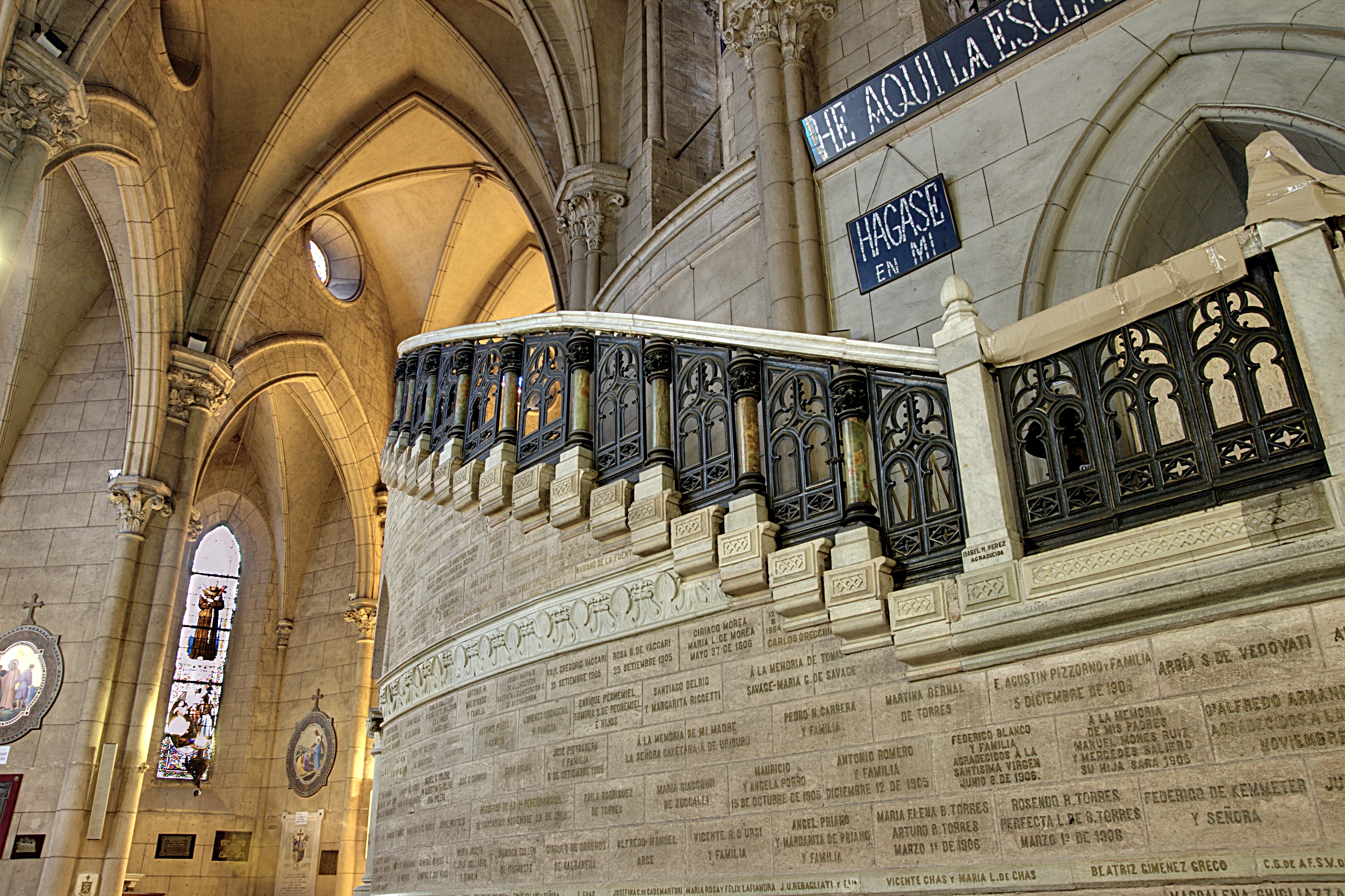
Nombres bajo la escalera detrás del altar de algunos de los donantes para su construcción.

El 21 de noviembre de 1889, el padre Jorge María Salvaire eleva una solicitud al Arzobispo de Buenos Aires Monseñor León Federico Aneiros para emprender la grandiosa obra.
Desde diciembre de 1889 hasta mayo de 1890, el Padre Salvaire lo pasa en estudios y trabajos preliminares.
Una vez aprobados los planos del Ulrico Courtois y Alfonso Flamand, se iniciaron las obras el 6 de mayo de 1890. La excavación para el sostén de la estructura de la Basílica también estaba destinada para la cripta, en donde se pensaban celebrar bautismos, misas y otras ceremonias. Pero debido a la cercanía del río Luján y sus constantes inundaciones, no se pudo utilizar con ese objetivo. En 1895 se continuó con la construcción de los pináculos y de las balaustradas que rodean las capillas del ábside. Se comenzaron a instalar los rosetones y se terminó el muro del lado este y sur. En el interior y en los talleres se estaba construyendo la escalera de mármol que lleva al camarín de la Virgen. En 1896 comienzan a instalarse los vitrales traídos de Burdeos y en 1899 murió el padre Salvaire -cuyos restos están sepultados en el Crucero Oeste de la Basílica- y fue sucedido por el padre Brignardello y ese mismo año las torres de los cruceros ya habían llegado a los 30 metros de altura. Ulrico Courtois adquirió en Lieja los chapones para la parte posterior del edificio.
En 1904 se afirmó que ya se habían construido las dos terceras partes de la obra. Llegaron las 14 estatuas de mármol de Carrara, destinadas al altar mayor. Finalizadas las obras del ábside, sus capillas, el camarín, el altar mayor y los dos cruceros, el 4 de diciembre de 1904 monseñor Terrero, obispo de La Plata, inauguró esas obras. En esta misma oportunidad fue trasladada la estatuilla de Nuestra Señora de Luján desde el santuario de Juan de Lezica y Torrézuri, donde había permanecido desde 1763.
En 1905 fue demolido el antiguo santuario. Se instala el gran órgano Cavaillé-Coll de París, donación de monseñor León Gallardo. También los candelabros del altar mayor, la cruz dorada con esmalte. Se colocaron las 16 estatuas de los apóstoles y evangelistas. De Milán llegan las 13 campanas, con un peso en total 14915 kilogramos.
Entre 1922 y 1926 se levantaron las dos torres completas. Dentro de ellas se colocaron el campanario y el carillón con los relojes eléctricos. En 1922 falleció el padre Davani y al día siguiente asumió el padre José María Gimalac, y este decide concentrarse en la construcción de la torre este destinada al gran carrillón. El 21 de diciembre de 1924 se consagran las campanas. El 2 de diciembre de 1926 se terminó la colocación del armazón metálico de la torre este y se inaugura.
En 1935 se da por finalizada la obra de la Basílica, teniendo lugar una serie de homenajes al padre Salvaire, factor primordial y decisivo de la gran obra, a quien se le erige una estatua en la Basílica.
El 6 de diciembre de 1980, se inaugura la cripta como Templo de América, recibiendo y amparando a las imágenes de la Virgen María en sus distintas advocaciones, mayormente de América (Venezuela, Chile, Paraguay, Colombia, México, Santo Domingo, Uruguay, Bolivia, Brasil, Perú, Cuba, Haití, Costa Rica, Canadá, Estados Unidos) y España. A partir de 1992 comienzan a incorporarse imágenes de las patronas de distintos países del mundo, principalmente de Europa. En 1999, a cien años de la muerte del Padre Salvaire, se inauguró la Muestra Histórica de la Basílica. En ella se exhiben las joyas del Santuario.

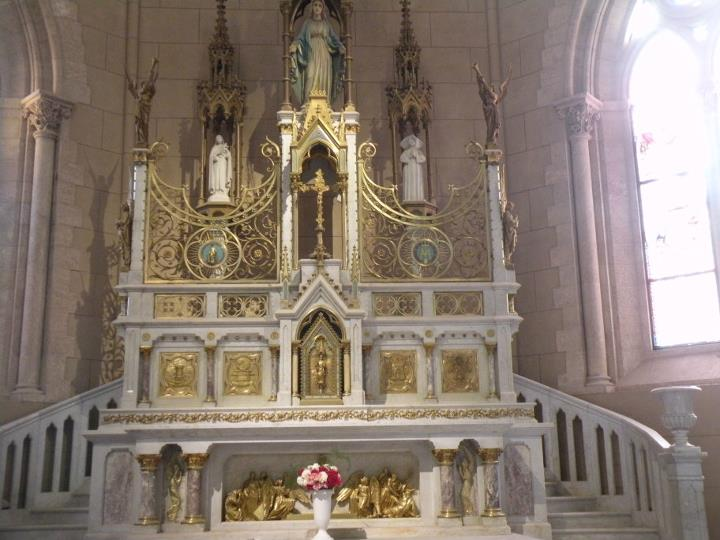
La basílica por dentro

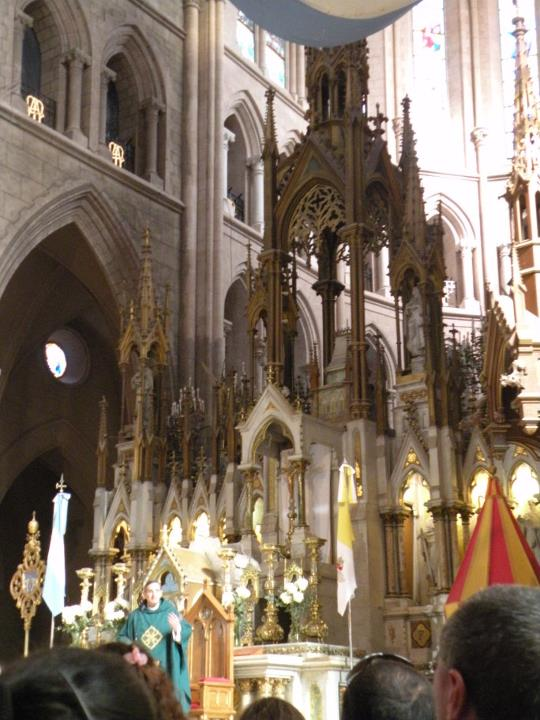
La misa de la basílica

## El campanario

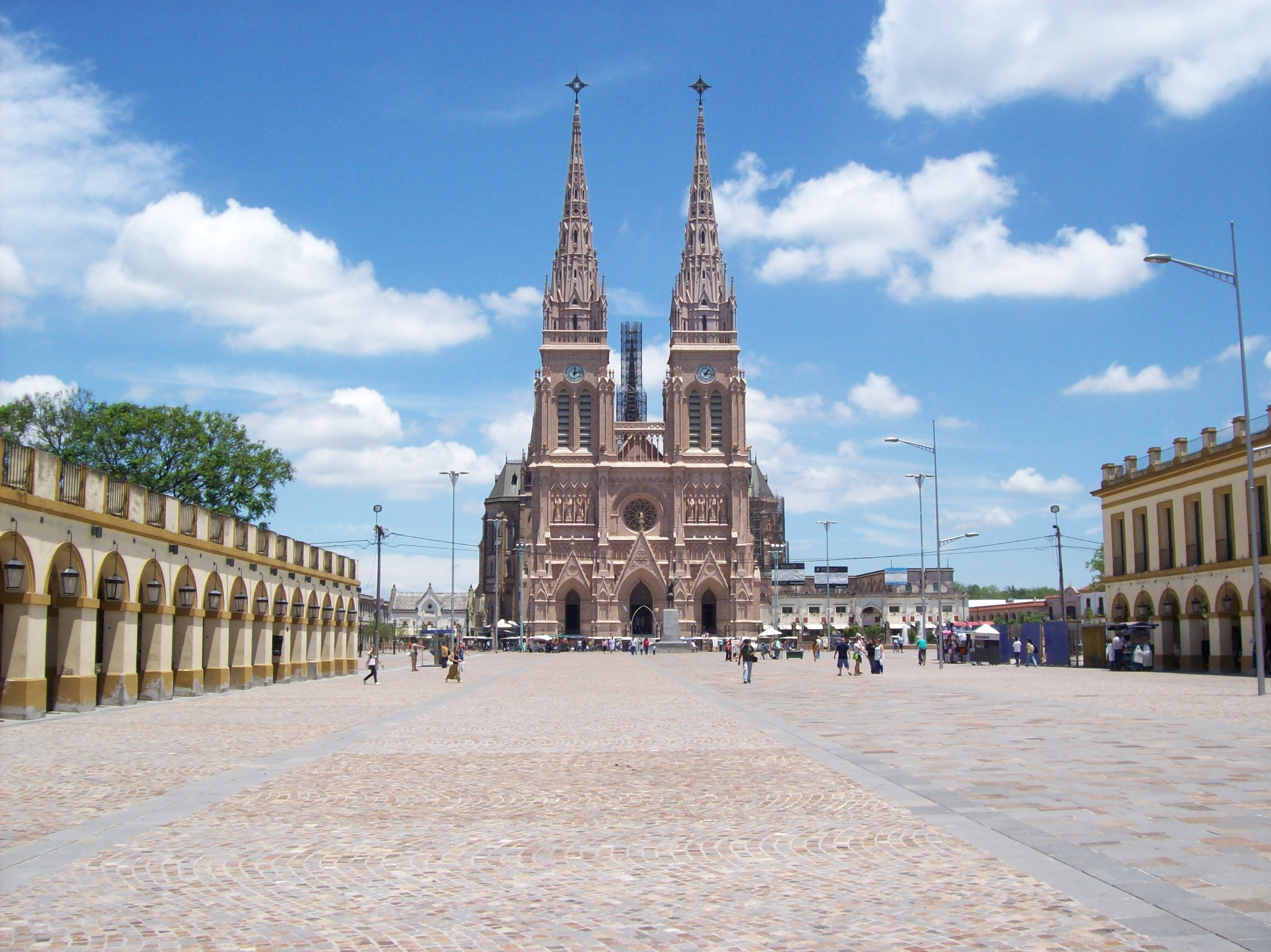
Vista desde la Plaza Belgrano.

La basílica cuenta con 15 campanas. Cada una de ellas lleva un nombre y un lema. Expresan distintas notas y tienen un diferente peso. La más pequeña cuenta con 55 kg y la más grande 3400 kg, conformando entre todas un peso total de 12 489 kg.
En el siguiente detalle, aparecen por su nota, nombre, lema y peso:
- La Bemol: «Jesús Salvador». De las fuentes del Salvador sacaréis agua con alegría (3400 kg).
- Si Bemol: «María Purísima». Toda hermosa eres María y no hay mancha alguna en ti (2430 kg).
- Do Natural: «Joseph vir justus». San José, estudio del Señor, rogad por nosotros (1610 kg).
- Re Bemol: «San Michael Arcángel». Príncipe glorioso, acuérdate de nosotros (1610 kg).
- Mi Bemol: «San Joanne Baptista». Soy la voz que clama: preparad el camino al Señor (947 kg).
- Fa Natural: «San Petrus Apóstol». Sobre esta piedra edificaré mi iglesia (670 kg).
- Sol Natural: «San Paulus Apóstol». Tú eres vaso de elección, predicador de la verdad (485 kg).
- La Bemol: «San Joannes Apóstol et Hic». Este es el discípulo a quien fueron revelados los secretos celestiales (345 kg).
- Si Bemol: «Jacobus Apóstol». Nos vistió por su Apóstol (275 kg).
- Do Natural: «Santo Tomás Apóstol». Confesó al Señor diciendo: Mi Señor y Mi Dios (185 kg).
- Re Bemol: «Santa Rosa Limana» Rosa odorífera que esparce el olor de las virtudes” (147 kg).
- Mi Bemol: «San Turibius Epíscopus». Oloroso como el incienso y refulgente como el fuego (108 kg).
- Fa Natural: «San Antonius de Padua». Lámpara ardiente y reluciente (82 kg).
- Sol Bemol: «Santa María». Santa María, rogad por nosotros (68 kg).
- La Bemol: «San José». San José, rogad por nosotros (55 kg).

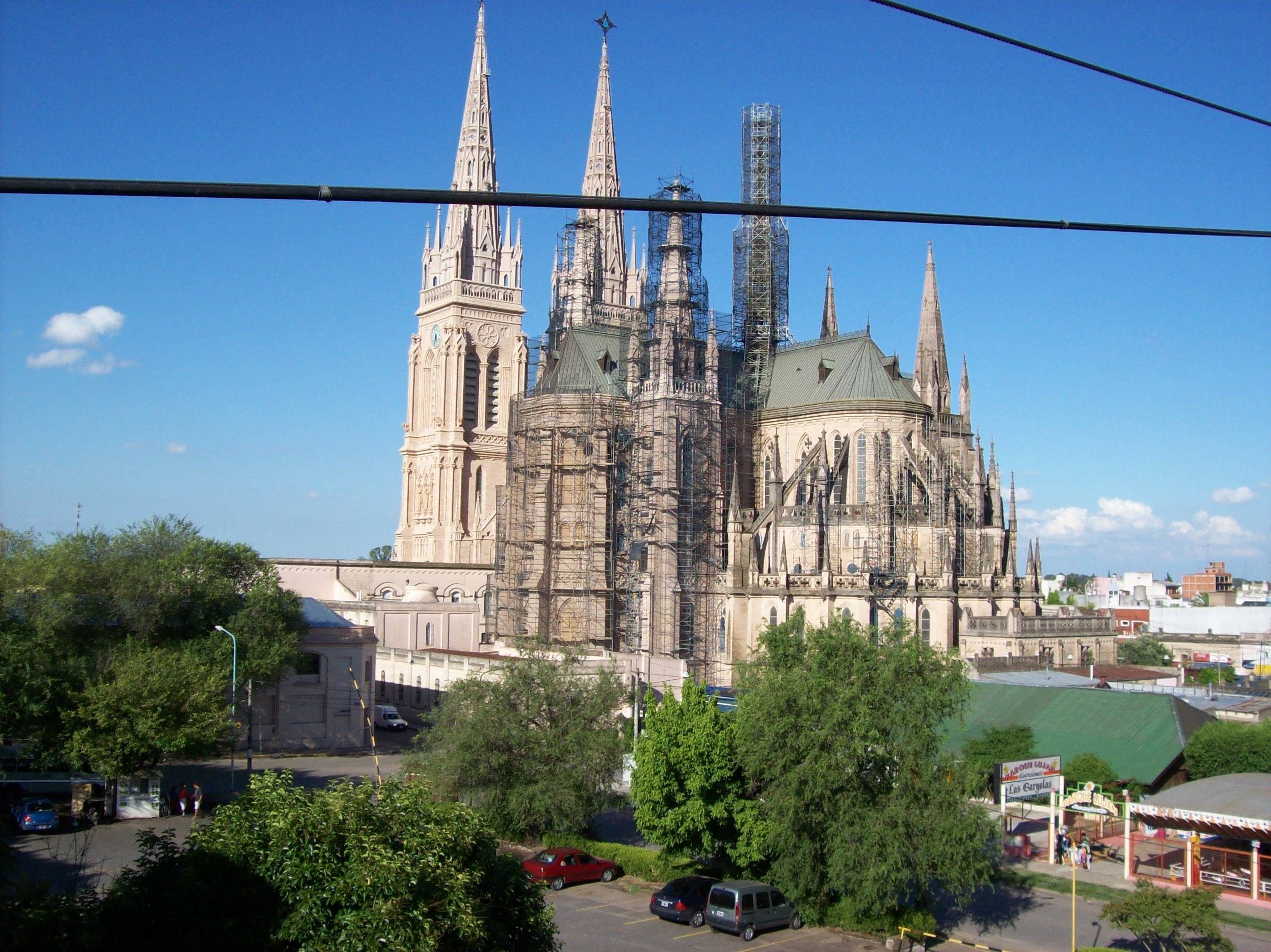
Vista de la parte lateral oeste y la posterior con ábside de la Basílica de Luján.

## Tedeum en el bicentenario de la Revolución de Mayo
Para el 25 de mayo de 2010 este edificio basilical fue elegido para ser sede principal del solemne tedeum con el cual se conmemoró el bicentenario de la Revolución de Mayo. El tedeum se inició a las 12 horas con la presencia de la entonces presidente de la Nación, Cristina Fernández de Kirchner. El lugar fue elegido debido al «fuerte simbolismo» que tiene para todos los argentinos, a las «peregrinaciones anuales» y al hecho de que «la Virgen de Luján es la patrona nacional».
El tedeum del 25 de mayo de 2010 celebrado en la basílica de Luján tuvo carácter ecuménico e interreligioso. La homilía estuvo a cargo del arzobispo de Mercedes-Luján, Agustín Radrizzani. Además estuvieron presentes las invocaciones de Vladimir Platón, obispo de la Iglesia ortodoxa rusa, de la pastora Karin Krug de la Federación de Iglesias evangélicas, del rabino Daniel Goldman de la comunidad judía Bet-El y del sheij de la comunidad islámica en Argentina.